# نیروی زمینی استونی
نیروی زمینی استونی (استونیایی: Maavägi) بخشی از ارتش استونی است که وظیفه حفاظت از این کشور و عملیات در کشورهای دیگر در بخش زمینی را دارد.
این نیرو بزرگترین شاخه نظامی ارتش استونی با ۶۰۰۰ پرسنل است.